# Modern Philology
Modern Philology (deutsch: Moderne Philologie)  ist ein US-amerikanisches Literaturmagazin und wird von der University of Chicago Press als Print- und Onlineausgabe verlegt. Das Magazin wurde 1903 gegründet. In der vierteljährlich erscheinenden Publikation werden wissenschaftliche Artikel zu Literatur, Literaturwissenschaft, Literaturgeschichte und Kritiken veröffentlicht sowie aktuelle Bücher besprochen. Des Weiteren finden sich Literaturübersichten und Recherchen zu archivierten Dokumenten. 
Die Kosten belaufen sich bei einjährigem Abonnement auf rd. 50 Dollar/Jahr [Stand 2020]; für Studenten gibt es Ermäßigungen. Im Magazin wird auch Werbung geschaltet.